# Partit del Treball (Països Baixos)
El Partit del Treball (neerlandès Partij van de Arbeid, PvdA) és un partit polític neerlandès fundat el 9 de febrer de 1946 per la unió de tres partits: el Partit Socialdemòcrata, la Lliga Democràtica de Lliure Pensament (VBD) i la Unió Demòcrata Cristiana (CDU), socialprotestant. Se li van unir personalitats individuals dels resistents catòlics Christofoor i dels partits protestants Unió Cristiana Històrica i Partit Antirevolucionari.

## Fundació
Els seus fundadors volien fer un partit que combinés socialisme amb liberalisme i idees religioses i humanistes, lluny del dogmatisme ideològic dels anys 30, cosa que provocà la fugida dels elements socialistes més recalcitrants a altres partits a l'esquerra. Alhora, el 1948 alguns elements procedents del VBD protagonitzaren una escissió liberal, i juntament amb el Partit de la Llibertat, formaren el Partit Popular per la Llibertat i la Democràcia  (VVD).

## Primers anys
Entre 1946 i 1958 va formar part dels governs de coalició amb el Partit Popular Catòlic (KVP), el VVD, ARP i CHU, on el primer ministre fou el socialista Willem Drees. Sota el seu lideratge el país es recuperà de la Segona Guerra Mundial, construí l'estat del benestar i Indonèsia s'independitzà. Després de la crisi de 1958 el PvdA vou substituït en el govern pel VVD i va romandre a l'oposició fins al 1965. El seu suport electoral va decaure.
El 1965 el govern de coalició KVP-ARP-VVD-CHU entrà en conflicte i cridaren novament al PvdA, però no es posaren d'acord en políica financera i el govern de Jo Cals finalment va caure. Simultàniament, el partit començà a ser controlat per elements joves del sector anomenat Nova Esquerra (Jan Nagel, Andre van der Louw, Bram Peper) que pretenia reformar el PvdA, orientant-lo vers als nous moviments socials, com l'alliberament de la dona, la defensa del medi ambient i el desenvolupament del tercer món. Tanmateix, molts s'enfrontaren a la vella guàrdia del partit i el 1970 el deixaren i fundaren Socialistes Democràtics 70.

## 1965-1989
Sota el comandament de Nova Esquerra cercaren una majoria progressista al Parlament amb Demòcrates 66 i el Partit Polític dels Radicals (acord progressista, PAK) el 1971, i a les eleccions de 1972 es presentaren amb un programa progressista comú, però fou incapaç d'obtenir la majoria, i els DS '70 formaren part del govern Bisheuvel. Ni ells ni el KVP van aconseguir la majoria, de manera que van fer un govern de concentració presidit pel socialista Joop den Uyl, però les seves relacions amb van Agt eren problemàtiques, i després de caure govern convocaren les eleccions de 1977 que guanyà el PvdA, però l'enfrontament amb el KVP orovocà que formessin govern la CDA i el VVD i passà a l'oposició. A les eleccions de 1981 la coalició va perdre la majoria i hagueren de col·laborar amb el PvdA i D66; den Uyl fou nomenat viceprimer ministre, però tornaren a enfrontar-se personalment amb van Agt i es convocaren les eleccions de 1982. El CDA i la VVD obtingueren la majoria i la mantingueren a les eleccions de 1986, deixant al PvdA a l'oposició. Den Uyl deixà la política i fou nomenat cap del partit Wim Kok.

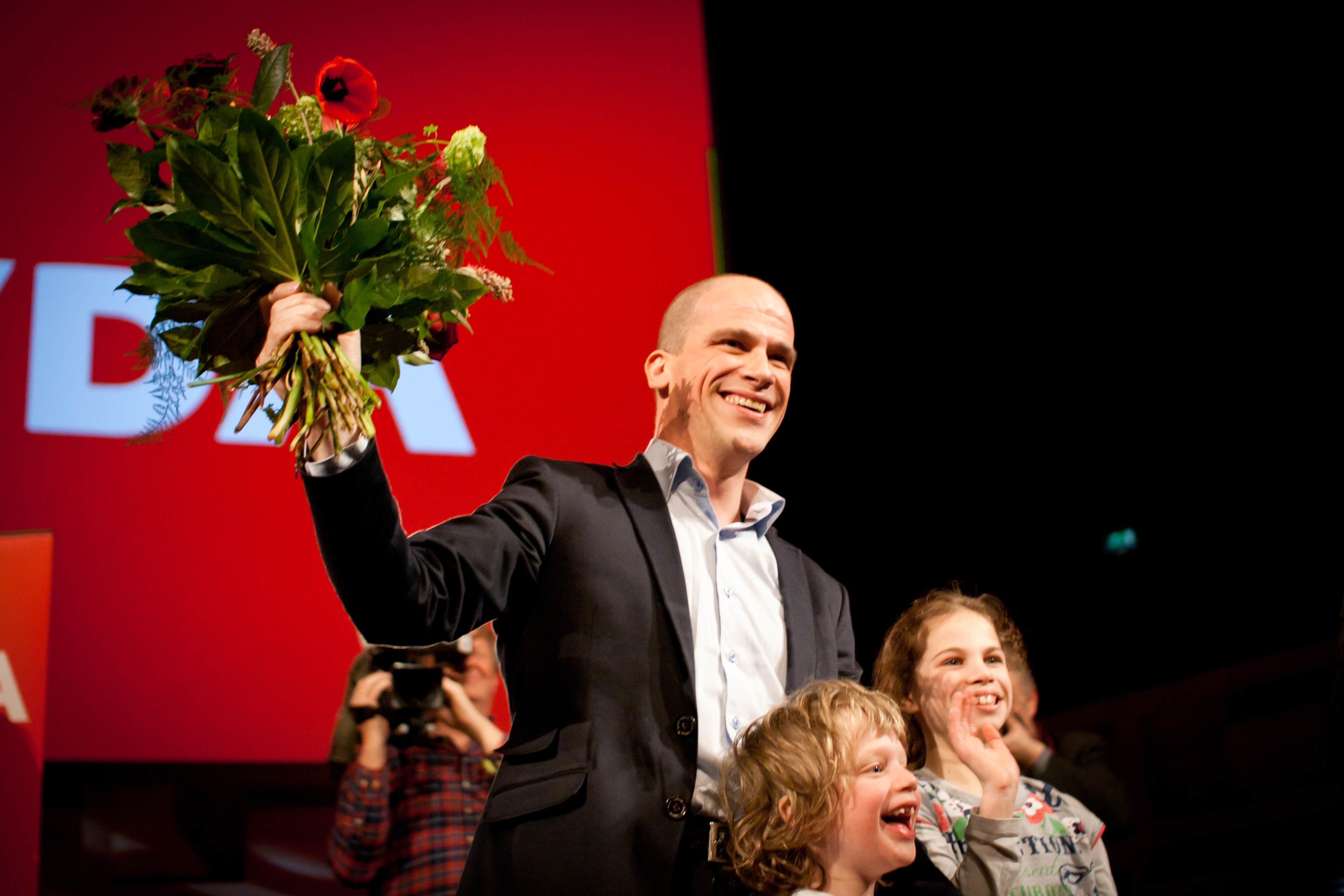
Diederik Samsom, actual líder del partit

Després de les eleccions de 1989 Wim Kok formà part del govern de Ruud Lubbers, i acceptà algunes reformes com la privatització d'empreses estatals i la reforma de l'estat del benestar, cosa que provocà protestes dels sindicats i conflicte intern.

## Dels anys 90 a l'actualitat
A les eleccions de 1994 la coalició amb la CDA va perdre la majoria, però el PvdA fou el partit més votat i formà govern amb D66 i els neoliberals VVD (govern porpra), per primer cop des de 1918 sense democristians. Va fer reformes econòmiques de caràcter progressista que li donaren molta popularitat, i fou renovat a les eleccions de 1998, i augmentà vots a costa de D66.
A les eleccions de 2002 Kok deixà la política i nou líder Ad Melkert, però es va veure sacsejat per l'arribada a la política de Pim Fortuyn, amb el seu discurs sobre immigració i integració; perdé les eleccions i passa de 45 a 23 escons. Melkert dimití, fou escollit cap del partit Jeltje van Nieuwenhoven, i passaren a l'oposició.
Poc després fou escollit nou cap Wouter Bos, antic sotssecretari, i amb Jouke de Vries reorganitzen i democratitzen el partit. A les eleccions de 2003 recupera bona part dels vots i queda segon a poca distància del CDA, però nous conflictes entre Wouter i el nou cap CDA, Jan Peter Balkenende, impediren la seva participació en govern de coalició i en queda fora. A les eleccions locals de 2006 fou el partit més votat, però a les legislatives de 2006 va perdre molts vots davant el Partit Socialista i obté només 33 escons. Tot i això, forma part del govern de coalició i Wouters és nomenat ministre d'economia.

## Electoral results

### Cambra de Representants

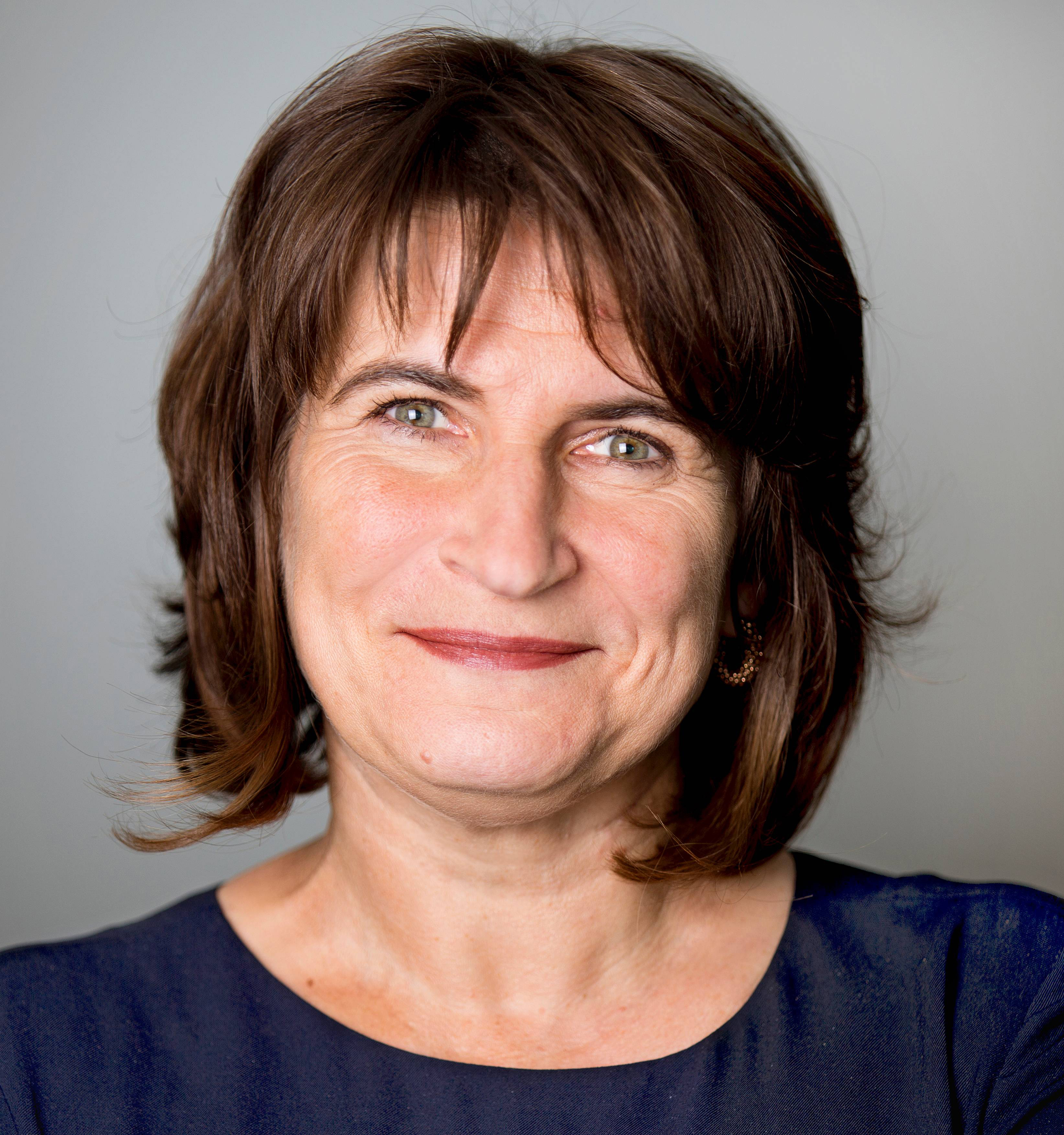
Lilianne Ploumen, líder del partit de gener de 2021 a abril de 2022

| Any  | Líder                               | Vots      | %          | Escons   | +/– | Govern               |
| ---- | ----------------------------------- | --------- | ---------- | -------- | --- | -------------------- |
| 1946 | Willem Drees                        | 1,347,940 | 28.31 (#2) | 29 / 100 | Nou | Coalició             |
| 1948 | Willem Drees                        | 1,262,888 | 25.61 (#2) | 27 / 100 | 2   | Coalició (1948–51)   |
| 1948 | Willem Drees                        | 1,262,888 | 25.61 (#2) | 27 / 100 | 2   | Coalició (1951–52)   |
| 1952 | Willem Drees                        | 1,545,844 | 28.97 (#1) | 30 / 100 | 3   | Coalició             |
| 1956 | Willem Drees                        | 1,872,201 | 32.69 (#1) | 50 / 150 | 20  | Coalició (1956–58)   |
| 1956 | Willem Drees                        | 1,872,201 | 32.69 (#1) | 50 / 150 | 20  | Oposició (1958–59)   |
| 1959 | Jaap Burger                         | 1,821,285 | 30.36 (#2) | 48 / 150 | 2   | Oposició             |
| 1963 | Anne Vondeling                      | 1,753,025 | 28.01 (#2) | 43 / 150 | 5   | Oposició (1963–65)   |
| 1963 | Anne Vondeling                      | 1,753,025 | 28.01 (#2) | 43 / 150 | 5   | Coalició (1965–66)   |
| 1963 | Anne Vondeling                      | 1,753,025 | 28.01 (#2) | 43 / 150 | 5   | Oposició (1966–67)   |
| 1967 | Joop den Uyl                        | 1,620,447 | 23.55 (#2) | 37 / 150 | 6   | Oposició             |
| 1971 | Joop den Uyl                        | 1,554,733 | 24.60 (#1) | 39 / 150 | 2   | Oposició             |
| 1972 | Joop den Uyl                        | 2,021,454 | 27.34 (#1) | 43 / 150 | 4   | Coalició             |
| 1977 | Joop den Uyl                        | 2,813,793 | 33.83 (#1) | 53 / 150 | 10  | Oposició             |
| 1981 | Joop den Uyl                        | 2,458,452 | 28.29 (#2) | 44 / 150 | 9   | Coalició             |
| 1982 | Joop den Uyl                        | 2,503,517 | 30.40 (#1) | 47 / 150 | 3   | Oposició             |
| 1986 | Joop den Uyl                        | 3,051,678 | 33.23 (#2) | 52 / 150 | 5   | Oposició             |
| 1989 | Wim Kok                             | 2,832,739 | 31.91 (#2) | 49 / 150 | 3   | Coalició             |
| 1994 | Wim Kok                             | 2,153,135 | 23.97 (#1) | 37 / 150 | 12  | Coalició             |
| 1998 | Wim Kok                             | 2,494,555 | 28.98 (#1) | 45 / 150 | 8   | Coalició             |
| 2002 | Ad Melkert                          | 1,436,023 | 15.11 (#4) | 23 / 150 | 22  | Oposició             |
| 2003 | Wouter Bos                          | 2,631,363 | 27.26 (#2) | 42 / 150 | 19  | Oposició             |
| 2006 | Wouter Bos                          | 2,085,077 | 21.19 (#2) | 33 / 150 | 9   | Coalició (2006–2010) |
| 2006 | Wouter Bos                          | 2,085,077 | 21.19 (#2) | 33 / 150 | 9   | Oposició (2010)      |
| 2010 | Job Cohen                           | 1,848,805 | 19.63 (#2) | 30 / 150 | 3   | Oposició             |
| 2012 | Diederik Samsom                     | 2,340,750 | 24.84 (#2) | 38 / 150 | 8   | Coalició             |
| 2017 | Lodewijk Asscher                    | 599,699   | 5.70 (#7)  | 9 / 150  | 29  | Oposició             |
| 2021 | Lilianne Ploumen                    | 595,799   | 5.73 (#6)  | 9 / 150  | =   | Oposició             |
| 2023 | Frans Timmermans (coalició GL-PvdA) | 1,620,792 | 15.67 (#2) | 25 / 150 | 16  | TDB                  |

### Senat
| Any      | Vots   | %     | Escons  | +/– |
| -------- | ------ | ----- | ------- | --- |
| 1946     |        |       | 14 / 50 | Nou |
| 1948     |        |       | 14 / 50 | =   |
| 1951     |        |       | 14 / 50 | =   |
| 1952     |        |       | 14 / 50 | =   |
| 1955     |        |       | 14 / 50 | =   |
| Jun 1956 |        |       | 15 / 75 | 1   |
| Oct 1956 |        |       | 22 / 75 | 7   |
| 1960     |        |       | 23 / 75 | 1   |
| 1963     |        |       | 25 / 75 | 2   |
| 1966     |        |       | 22 / 75 | 3   |
| 1969     |        |       | 20 / 75 | 2   |
| 1971     |        |       | 18 / 75 | 2   |
| 1974     |        |       | 21 / 75 | 3   |
| 1977     |        |       | 25 / 75 | 4   |
| 1980     |        |       | 26 / 75 | 1   |
| 1981     |        |       | 28 / 75 | 2   |
| 1983     |        |       | 17 / 75 | 11  |
| 1986     |        |       | 17 / 75 | =   |
| 1987     |        |       | 26 / 75 | 9   |
| 1991     |        |       | 16 / 75 | 10  |
| 1995     |        |       | 14 / 75 | 2   |
| 1999     | 30.976 | 19.7  | 15 / 75 | 1   |
| 2003     | 40,613 | 25.12 | 19 / 75 | 4   |
| 2007     | 31,032 | 19.03 | 14 / 75 | 5   |
| 2011     | 30.078 | 18.76 | 14 / 75 | =   |
| 2015     | 17,651 | 11.05 | 8 / 75  | 6   |
| 2019     | 14,921 | 8.62  | 6 / 75  | 2   |
| 2023     | 15,862 | 8.86  | 7 / 75  | 1   |

### Parlament Europeu

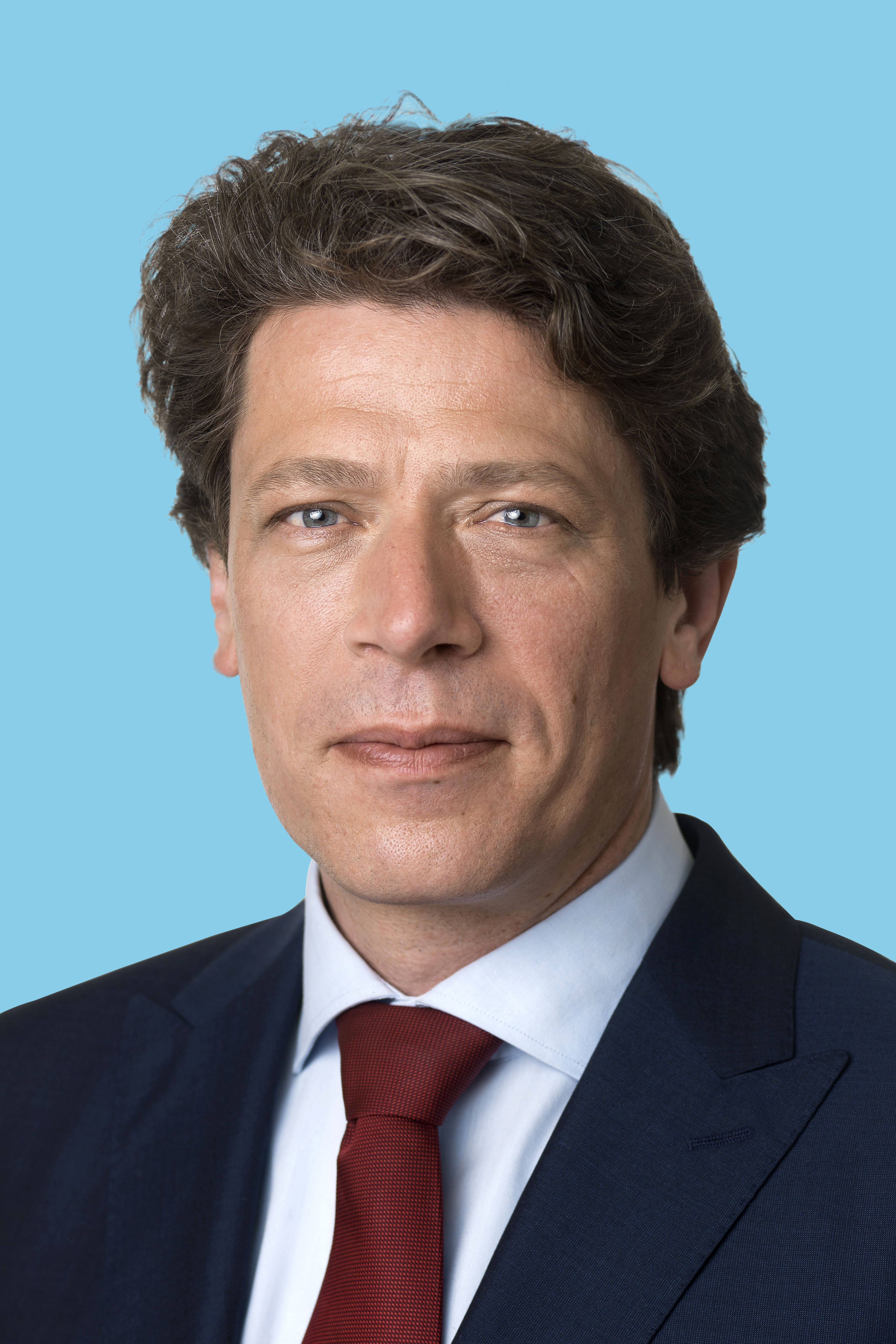
Paul Tang, leader in the European Parliament since 2014

| Any  | Vots      | %          | Escons | +/– | Notes  |
| ---- | --------- | ---------- | ------ | --- | ------ |
| 1979 | 1,722,240 | 30.39 (#2) | 9 / 25 | Nou | [ 4 ]  |
| 1984 | 1,785,165 | 33.70 (#1) | 9 / 25 | =   | [ 5 ]  |
| 1989 | 1,609,626 | 30.70 (#2) | 8 / 25 | 1   | [ 6 ]  |
| 1994 | 945,869   | 22.88 (#2) | 8 / 31 | =   | [ 7 ]  |
| 1999 | 712,929   | 20.11 (#2) | 6 / 31 | 2   | [ 8 ]  |
| 2004 | 1,124,549 | 23.60 (#2) | 7 / 27 | 1   | [ 9 ]  |
| 2009 | 548,691   | 12.05 (#3) | 3 / 25 | 4   |        |
| 2009 | 548,691   | 12.05 (#3) | 3 / 26 | =   | [ 10 ] |
| 2014 | 446,763   | 9.40 (#6)  | 3 / 26 | =   | [ 11 ] |
| 2019 | 1,045,274 | 19.01 (#1) | 6 / 26 | 3   |        |
| 2019 | 1,045,274 | 19.01 (#1) | 6 / 29 | =   | [ 12 ] |